# Desni sektor
Desni sektor; (ukr. Правий сектор, eng. Right Sector); društveni pokret i politička stranka koji od studenog 2013. okuplja militantne i nemilitantne aktiviste i radikalne organizacije iz Ukrajine i svijeta, uglavnom ultranacionaliste i krajnje desne političke orijentacije.Pokret je okupio organizacije kao što su Tryzub, UPA, Patriot Ukrajine i dr. za vrijeme Revolucije dostojanstva poznatije kao Euromajdan. Pokret podržava potpunu političku neovisnost Ukrajine i njezino približavanje Europskoj uniji no ne i pristupanje u NATO i EU jer bi to bilo pogubno za ukrajinsku ekonomiju. Zalažu se za Ukrajinu neovisnu i od Moskve i od Bruxellesa. Protive se gay brakovima i abortusu.

## Ideologija
Pokret je sklon radikalnim postupanjima i stoga se u različitim izvještajima opisuje kao krajnje desnim i ultranacionalističkim. No oni sami sebe predstavljaju kao sljednike ideje ukrajinskog nacionalizma koji ima specifična stajališta, ne definiraju se kao ksenofobi (jer se oni nikoga ne boje) niti kao antisemiti, već kao nacionalisti koji brane bijelu kršćansku Europu. Prema riječima čelnika Dmytra Jaroša, primarni cilj Desnog sektora je "zaštita ukrajinskih nacionalnih interesa bez namjere da se šteti pripadnicima drugi nacionalnih manjina". Bore se protiv multikulturalnost i ruskog utjecaja.
U razgovoru s Poljskim novinarima, Andriy Tarasenko, glasnogovornik Desnog Sektora, izjavio je da bi se teritoriji jugoistočne Poljske i grad Przemyśl trebali vratiti Ukrajini i da bi Ukrajina ponovno trebala postati nuklearna sila. Također je glupošću nazvao pokolj 100.000 Poljaka u Voliniji i Istočnoj Galiciji za koji se odgovornima smatraju Banderovci čiju ideologiju ovaj pokret sllijedi.

## Članstvo
Prema izjavi Dmytra Jaroša u ožujku 2014. članstvo Desnog sektora ima preko 10 tisuća članova. Postoji uvjerenje da će taj broj članova dodatno rasti. Organizacija okuplja Ukrajince i služe se ukrajinskim jezikom.

## Smrt Oleksandra Muzychka
Dana 24. ožujka 2014. ubijen je Oleksandr Muzychko,jedan od vođa Desnog sektora. Prema izjavi ukrajinskog ministra unutarnjih poslova, Muzychko se upucao u srce tijekom naguravanja s policijom tijekom njegovog uhićenja.

## Vanjske poveznice
- Službene stranice Desnog sektora (ukr.)
- Društvena mreža Desnog sektora
- Dmitro Jaroš najavljuje kandidaturu za Predsjednika Ukrajine, 2014.
- Politička stajališta Dmytra Jaroša (eng.) (engl.)
- Sastanak i suradnja između Izraelskog ambasadora i Dmytra Jaroša (eng.) (engl.)